# Beaucourt
Beaucourt település Franciaországban, Territoire de Belfort megyében. Lakosainak száma 4985 fő (2022. január 1.). Beaucourt Dampierre-les-Bois, Badevel, Dasle, Montbouton és Saint-Dizier-l’Évêque községekkel határos.

## Népesség
A település népességének változása:
| Lakosok száma | 5111 | 5090 | 5113 | 5007 | 5014 | 5010 | 5016 | 5005 | 4985 |
|               | 2013 | 2015 | 2016 | 2017 | 2018 | 2019 | 2020 | 2021 | 2022 |